# Soldado do Morro
Soldado do Morro é uma das principais canções do rapper brasileiro MV Bill, que foi gravada e lançada no ano de 2000 no álbum Traficando Informação. Ela conta sobre como é a vida nas favelas do Rio de Janeiro e o abuso feito pelo sistema e pela mídia.

## Prêmios e indicações
| Ano  | Prêmio                 | Categoria                      | Resultado | Ref.  |
| ---- | ---------------------- | ------------------------------ | --------- | ----- |
| 2000 | Prêmio Hutúz           | Música do Ano                  | Venceu    | [ 1 ] |
| 2001 | MTV Video Music Brasil | Videoclipe de Rap              | Venceu    |       |
| 2001 | Prêmio Hutúz           | Melhor Videoclipe              | Venceu    | [ 2 ] |
| 2009 | Prêmio Hutúz           | Melhores Videoclipes da Década | Venceu    | [ 3 ] |
| 2009 | Prêmio Hutúz           | Melhores Músicas da Década     | Venceu    | [ 3 ] |